# Мајстор (ТВ филм из 2001)
„Мајстор” је хрватски ТВ филм из 2001. године. Режирао га је Ванча Кљаковић који је написао и сценарио.

## Улоге
| Глумац       | Улога |
| ------------ | ----- |
| Милан Штрљић |       |
| Илија Зовко  |       |